# 1964年東京オリンピックのポーランド選手団
1964年東京オリンピックのポーランド選手団（1964ねんとうきょうオリンピックのポーランドせんしゅだん）は、1964年10月10日から10月24日にかけて日本の首都東京で開催された1964年東京オリンピックのポーランド選手団、およびその競技結果。

## 概要
今大会は金メダル7個、銀メダル6個、銅メダル10個の合計23個のメダルを獲得した。

## メダル
| メダル | 選手名                                                                                    | 競技 | 種目             |
| ------ | ----------------------------------------------------------------------------------------- | ---- | ---------------- |
| 金     | ヨゼフ・シュミット                                                                        | 陸上 | 男子三段跳       |
| 金     | テレサ・チェプラ イレーナ・キルシェンシュテイン ハリナ・ゴレツカ エワ・クロブコフスカ     | 陸上 | 女子4×100mリレー |
| 銀     | アンジェイ・ジエリニスキ ヴィエスワフ・マニアク マリアン・フォイク マリアン・ドゥジアック | 陸上 | 男子4×100mリレー |
| 銀     | イレーナ・シェビンスカ                                                                    | 陸上 | 女子200m         |
| 銀     | テレサ・チェプラ                                                                          | 陸上 | 女子80mハードル  |
| 銀     | イレーナ・キルシェンシュテイン                                                            | 陸上 | 女子走幅跳       |
| 銅     | アンジェイ・バデンスキ                                                                    | 陸上 | 男子400m         |
| 銅     | エワ・クロブコフスカ                                                                      | 陸上 | 女子100m         |